# Санта-Ана (Калифорния)
Са́нта-А́на (англ. Santa Ana [ˌsæntə ˈænə]) — город в штате Калифорния (США). Административный центр округа Ориндж.

## История
Местность, на которой позднее возник город Санта-Ана, до прихода испанцев населяли индейцы тонгва, называвшие её «Хотуук».
После экспедиции 1769 года, предпринятой Гаспаром де Портола-и-Ровира из Мехико (в то время столица Новой Испании), монах Хуниперо Серра назвал эту область Вальехо-де-Санта-Ана (исп. Vallejo de Santa Ana — Долина святой Анны.
В 1810 году, с началом Мексиканской войны за независимость, эта земля была дарована сержанту испанской армии дону Хосе Антонио Йорбе, который назвал её Ранчо-Сантьяго-де-Санта-Ана.
По окончании войны между США и Мексикой в 1848 году эта территория в составе Верхней Калифорнии отошла к Соединённым Штатам Америки, и сюда начали прибывать американские поселенцы.
В 1869 году Уильям Спёрджен из Кентукки заявил права на землю, выкупленную у потомков Хосе Антонио Йорвы. В 1886 году поселение Санта-Ана было преобразовано в город с населением в 2000 человек, который был объявлен административным центром округа Ориндж с момента образования округа в 1889 году.
В 1983 году город был награждён премией All-America City Award (с англ. — «Всеамериканский город») присуждаемой Национальной гражданской лигой, которую неофициально называют «Нобелевской премией за конструктивное гражданство» и которая выдается за активную гражданскую позицию жителей некорпоративных сообществ Соединённых Штатов в жизни местного самоуправления.

## География

Санта-Ана на карте Калифорнии

Санта-Ана находится в 16 км к востоку от Тихоокеанского побережья и располагается по координатам 33°44′27″ с. ш. 117°52′53″ з. д.; среднее возвышение над уровнем моря — 35 м. Через город протекает (в зависимости от сезона) река Санта-Ана. Согласно Бюро переписи населения США, общая площадь города составляет 70,94 км², из которых водная поверхность занимает 0,65 км² (0,9 %).

## Население
На 2018 год население города составляет 332 725 человек.
Расовый состав (2010):
- 45,9 % — белые
- 1,5 % — афроамериканцы
- 1,0 % — индейцы
- 10,5 % — азиаты
- 0,3 % — выходцы с тихоокеанских островов
- 37,2 % — другие расы
- 3,6 % — две или более расы

Латиноамериканцы различных рас составляли 78,2 % населения. Белые (не латиноамериканцы) — 9,2 %.